# Louis-Eugène Boudin
Louis-Eugène Boudin més conegut com a Eugène Boudin (Honfleur, Normandia 12 de juliol de 1824 - 8 d'agost de 1898) va ser un dels primers paisatgistes francesos a pintar a l'aire lliure (a plen air). La majoria de la seva obra són marines que van guanyar els elogis de Baudelaire i Corot.

## Biografia
Va néixer a Honfleur, Normandia i era fill d'un pilot de vaixells. Va treballar com a ajudant de bord en els viatges entre Le Havre i Honfleur, per l'estuari del riu Sena. Quan el seu pare va abandonar aquest treball, Eugène tampoc va prosseguir, ja que no tenia una autèntica vocació.
El 1835 la seva família es va traslladar a Le Havre, on el seu pare va posar una papereria i feia marcs per a quadres. Ell va començar a treballar com a assistent en un negoci similar abans d'obrir el seu. Allà va entrar en contacte amb artistes que treballaven a la zona i exhibien les seves obres en el negoci, entre ells Constant Troyon i Jean-François Millet, qui juntament amb Eugène Isabey i Thomas Couture van encoratjar al jove Boudin a seguir una carrera artística.
A l'edat de 22 anys Eugène abandonar el món del comerç i va començar a pintar com activitat principal. L'any següent va viatjar a París i després a Flandes. El 1850 va guanyar una beca que li va permetre traslladar-se a París, encara que retornava a Normandia amb regularitat per pintar i, a partir de 1855, va fer viatges regulars a Bretanya.
Els mestres holandesos del segle xvii el van influenciar profundament, i en reunions amb el pintor neerlandès Johan Jongkind, qui ja era conegut en els cercles artístics francesos, Boudin fou aconsellat pel seu nou amic que pintés l'aire lliure, (a plein air). Ell també va treballar amb Troyon i Isabey, i el 1859 va conèixer Gustave Courbet, qui li va presentar a Charles Baudelaire, el primer crític a atreure l'atenció del públic cap al talent de Boudin, quan l'artista va fer el seu debut en el Saló de París de l'any 1859.
El 1857 Boudin va conèixer en Claude Monet i van treballar junts durant diversos mesos a l'estudi de Boudin. Tots dos van ser amics de per vida, i després Monet va retre homenatge a la influència primerenca de Boudin. Boudin juntament amb Monet i els seus amics es van reunir per fer la primera mostra impressionista el 1874, però mai es va considerar a si mateix com un innovador.
La creixent reputació de Boudin li va permetre viatjar molt en la dècada de 1870. Va visitar Bèlgica, els Països Baixos, i el sud de França, i entre 1892 i 1895 va fer viatges regulars a Venècia. Continuà exhibint en els salons parisencs, i va rebre una medalla pel tercer lloc al Saló de París de 1881 i una medalla d'or en l'Exposition Universelle de 1889. El 1892 Boudin va ser nomenat cavaller de la Legion d'Honneur, una mena de reconeixement tardà al seu talent i influència en l'art dels seus contemporanis.

## Obres rellevants
- 1880-1885: El parc Cordier a Trouville, Museu Nacional d'Art de Catalunya.
- 1860: Sur la plage de Trouville, Minneapolis Institute of Arts, Minneapolis.
- 1864: La plage à Trouville, 26 x 48 cm, Musée d'Orsay, París.
- 1867: Scène de plage à Trouville, 20 x 34,9 cm, Col·lecció particular.
- 1871: Port d'Anvers, 31,3 x 46,7 cm, Musée d'Orsay, París.
- 1872: Le port de Camaret, 36 x 59 cm, Musée d'Orsay, París.
- 1873: Pontrieux, bateaux dans le port, 35,9 x 59,1 cm, Col·lecció particular.
- 1874: Rivage de Pontrieux, Côtes-du-Nord, 85 x 148 cm, Col·lecció particular.
- 1874: Le port de Bordeaux, 41 x 65 cm, Musée des Beaux-Arts de Pau.
- 1890: Lavadeiras nas margens do rio Touques, 37,6 x 55 cm, Museum Nacional de Belas Artes, Rio de Janeiro.
- 1891: Port de Trouville, 41 x 55,5 cm, Museu del Louvre.
- 1893: Deauville, la plage, 50 x 74,5 cm, Col·lecció particular.
- 1896: Voiliers au port, 26,5 x 35 cm, Musée des Beaux-Arts de Lyon.